# Ардаис, Хоакин
Хоакин Матиас Ардаис де лос Сантос (исп. Joaquín Matías Ardaiz de los Santos; род. 11 января 1999, Сальто) — уругвайский футболист, нападающий клуба «Люцерн», выступающий на правах аренды за клуб «Шанлыурфаспор».

## Клубная карьера
Ардаис — воспитанник клуба «Данубио». 14 февраля 2016 года в матче против столичного «Серро» он дебютировал в уругвайской Примере, заменив во втором тайме Марсело Сараччи. Через неделю в поединке против «Эль Танке Сислей» Хоакин забил свой первый гол за «Данубио». Летом 2017 года Ардаис перешёл в «Эль Танке Сислей». Сумма трансфера составила 2 млн евро. Сразу же клуб отдал игрока в аренду в бельгийский «Антверпен». 22 сентября в матче против «Кортрейка» он дебютировал в лиге Жюпилер. 29 октября в поединке против «Мускрон-Перювельз» Хоакин забил свой первый гол за «Антверпен».
Летом 2018 года Ардаис перешёл в швейцарский клуб «Кьяссо». 17 августа он был отдан в аренду до конца сезона 2018/2019 клубу итальянской Серии A «Фрозиноне». В чемпионате Италии Хоакин дебютировал 2 сентября в матче с «Лацио». 8 февраля 2019 года клуб MLS «Ванкувер Уайткэпс» объявил об аренде Ардаиса на один год с опцией выкупа. За канадский клуб он дебютировал 2 марта в матче стартового тура сезона 2019 против «Миннесоты Юнайтед». По окончании сезона 2019 «Уайткэпс» вернул Ардаиса в «Кьяссо».
Летом 2020 года Ардаис перешёл в «Лугано».

## Международная карьера
В 2017 года Ардаис в составе молодёжной сборной Уругвая выиграл молодёжный чемпионат Южной Америки в Эквадоре. На турнире он сыграл в матчах против команд Перу, Боливии, Колумбии, Эквадора, Венесуэлы и Аргентины. В финальном поединке против эквадорцев Хоакин сделал «дубль».
В том же году Ардаис принял участие в молодёжном чемпионате мира в Южной Корее. На турнире он сыграл в матчах против команд Японии, ЮАР, Саудовской Аравии, Португалии, Венесуэлы и дважды Италии.

## Достижения
Уругвай (до 20)
- Победитель чемпионата Южной Америки среди молодёжных команд: 2017